# Ireneusz Weymann
Ireneusz Weymann (ur. 1977) – polski fizyk, profesor nauk fizycznych, specjalizujący się w fizyce ciała stałego, nanoelektronice i spintronice, nauczyciel akademicki Uniwersytetu im. Adama Mickiewicza w Poznaniu. 

## Życiorys
Był uczniem profesora Józefa Barnasia. Fizykę ukończył z wyróżnieniem na poznańskim Wydziale Fizyki UAM w 2001, gdzie następnie został zatrudniony i zdobywał kolejne awanse akademickie. Stopień doktorski uzyskał (także z wyróżnieniem) w 2005 na podstawie pracy pod tytułem Zależny od spinu transport w nanostrukturach magnetycznych z blokadą kulombowską (promotorem był Józef Barnaś). Habilitował się w 2012 na podstawie oceny dorobku naukowego i pracy zatytułowanej Efekty spinowe w transporcie przez kropki kwantowe i molekuly. Zagraniczne staże naukowe odbywał na holenderskim Uniwersytecie Technicznym w Delfcie, niemieckim Karlsruher Institut für Technologie, węgierskim Uniwersytecie Techniczno-Ekonomicznym w Budapeszcie (tam również staż podoktorski) oraz na Uniwersytecie Ludwika i Maksymiliana w Monachium (staż podoktorski). Tytuł naukowy profesora nauk fizycznych otrzymał w 2019.
Na macierzystym wydziale pracuje w Zakładzie Fizyki Mezoskopowej u profesora Barnasia (w latach 2005–2013 jako adiunkt, od 2013 na stanowisku profesora nadzwyczajnego). Prowadzi zajęcia z fizyki układów mezoskopowych, spintroniki oraz teorii transportu kwantowego. W pracy badawczej zajmuje się spintroniką oraz teorią transportu przez nanostruktury (tranzystory jednoelektronowe, kropki kwantowe, molekuły). Jest członkiem Polskiego Towarzystwa Fizycznego. Swoje prace publikował w Nature, Nature Physics, Physical Review Letters, Physical Review B.